# مجرم (فیلم ۱۹۹۴)
مجرم (انگلیسی: Criminal) فیلمی هندی در ژانر اکشن دلهره‌آور به کارگردانی ماهش بات است که در سال ۱۹۹۴ منتشر شد.